# Pierwiosnek lekarski
Pierwiosnek lekarski, pierwiosnka lekarska (Primula veris L.) – gatunek rośliny z rodziny pierwiosnkowatych. Występuje niemal w całej Europie z wyjątkiem północnych i południowych krańców kontynentu oraz w zachodniej i środkowej Azji. W Polsce jest częsty na niżu i w niższych położeniach górskich. Jest długowieczną byliną kwitnącą wiosną i zasiedlającą łąki oraz widne zarośla i lasy. W środowisku odgrywa istotną rolę jako roślina pokarmowa wielu owadów, w niektórych przypadkach ściśle z nią związanych. Wykorzystywana jest jako roślina lecznicza i ozdobna, rzadziej jako roślina jadalna, a dawniej jako surowiec do wyrobu mydeł piorących. Lokalnie zanika w związku ze zmianami w krajobrazie, jednak w skali całej Polski i Europy nie jest uznawana za gatunek zagrożony.

## Rozmieszczenie geograficzne
Gatunek ma zasięg eurosyberyjski. Występuje w Europie sięgając na północy do środkowej Szwecji i Finlandii, obecny jest na Wyspach Brytyjskich, ale brak go w Islandii. W południowej Europie zwarty zasięg gatunku sięga do północnej Hiszpanii (w środkowej części tego kraju pierwiosnek obecny jest na izolowanych stanowiskach), środkowych Włoch i północnej Grecji. Na wschodzie Europy zwarty zasięg obejmuje środkową Rosję po Ural. Poza tym gatunek rośnie wyspowo na Krymie, Kaukazie, w Azji w północnym Iranie, na bardzo rozproszonych obszarach na Syberii sięgając Amuru, w Kazachstanie i Kirgistanie. W północnej Afryce rósł w Algierii, ale tam wymarł.
Jako gatunek introdukowany rośnie w północno-wschodniej części Stanów Zjednoczonych i południowo-wschodniej oraz południowo-zachodniej części Kanady.
W północnej części zasięgu gatunek rośnie na nizinach (w Skandynawii zwykle nie przekracza 100 m n.p.m.), natomiast w południowej – na obszarach górskich. W Pirenejach sięga do 2300 m, w Alpach do 2100, w Apeninach do 1500 m n.p.m.
W Polsce poza obszarami górskimi gatunek jest rozpowszechniony, lokalnie bywa rzadszy, np. w zachodniej części województwa dolnośląskiego, w łódzkim, na południu mazowieckiego.

## Morfologia

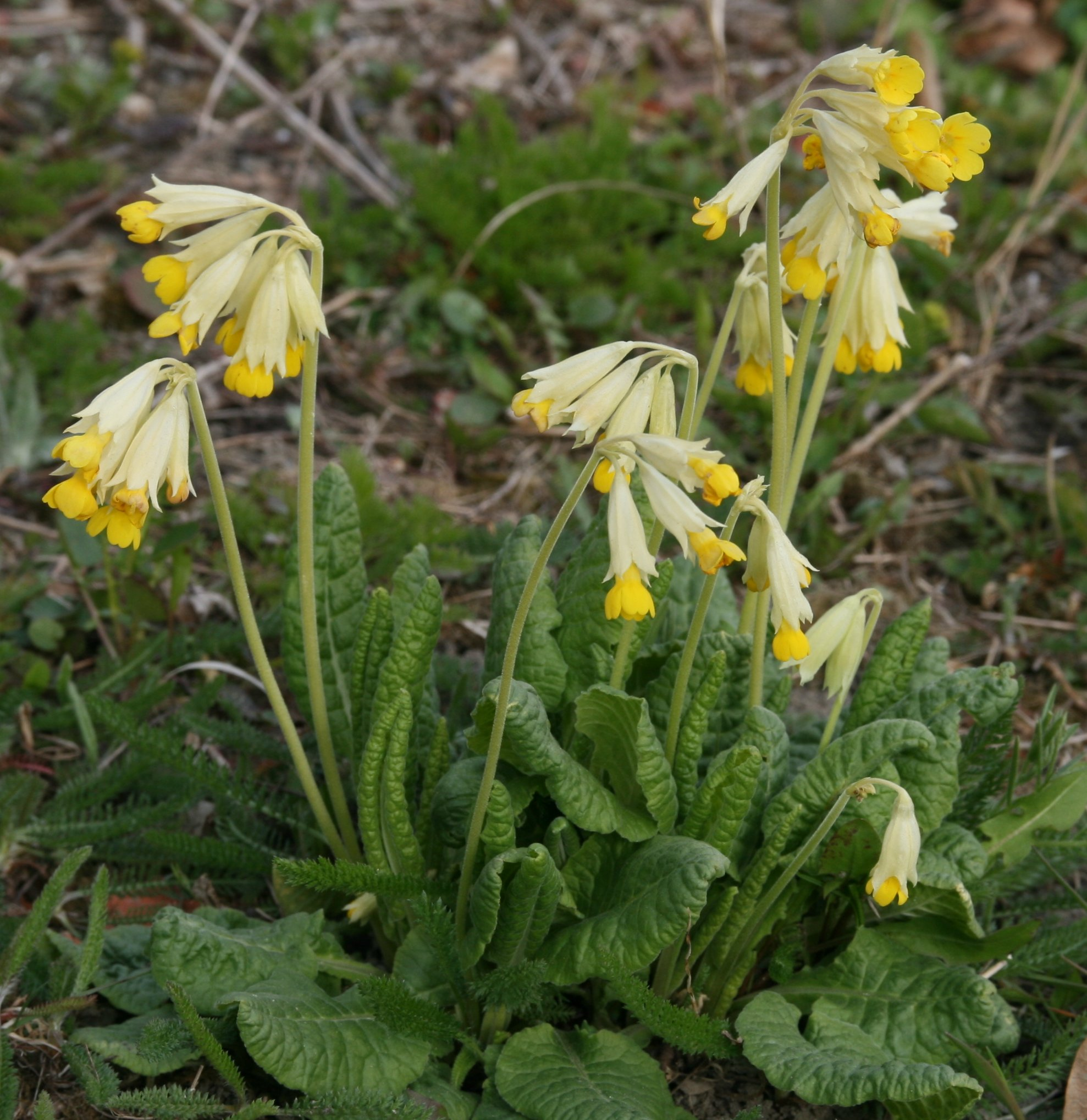
Pokrój

PokrójBylina z wzniesionym, krótkim, ale tęgim, guzowatym i ukośnym kłączem, zwieńczonym rozetą liści. Pod rozetą zachowują się łuskowate nasady starych liści. Z kłącza wyrastają liczne korzenie osiągające do ok. 15 cm długości.
LiścieWszystkie zebrane w rozetę przyziemną. Jajowate blaszki u nasady ściągnięte są w ogonek i osiągają wraz z nim w czasie kwitnienia do 5–20 cm długości i 2–6 cm szerokości. W miarę kwitnienia i owocowania blaszki kolejnych, rozwijających się liści są coraz to większe. Wierzchołek liścia jest stępiony lub zaokrąglony, nasada krótko zwężona, czasem sercowata. Brzeg blaszki jest ząbkowany i karbowany, jej górna powierzchnia pomarszczona, owłosiona lub naga, od spodu szarawo lub białawo owłosiona. Ogonek jest krótszy od blaszki, wąsko oskrzydlony i ma pochwiastą nasadę.
GłąbikiWyrastają z nasad liści i osiągają zazwyczaj od 10 do 20 cm, rzadziej są krótsze lub dłuższe (do 50 cm). Za młodu są omączone, poza tym pokryte odstającymi włoskami i rzadszymi gruczołkami, zwłaszcza w górnej części. Głąbiki są początkowo elastyczne, ale podczas owocowania sztywnieją.
KwiatyWyrastają skupione w jednym lub dwóch baldaszkach na szczycie głąbika. W każdym tworzy się do 30 pąków kwiatowych, z których jednak nie wszystkie się rozwijają. Kwiaty osadzone są na owłosionych, elastycznych, rozpostartych w różnych kierunkach i nieco przewisających w czasie kwitnienia oraz sztywniejących w czasie owocowania szypułkach osiągających 3–20 mm długości. U nasady szypułek znajdują się owłosione, lancetowato-równowąskie i zaostrzone przysadki o długości 2–7 mm. Kielich jest rurkowato dzwonkowaty, wyraźnie 5-kanciasty i zwłaszcza wzdłuż kantów mocno owłosiony. Osiąga 8–20 mm długości, jest bladozielony i zwieńczony ostrymi, trójkątnymi ząbkami. Bardzo luźno otacza rurkę korony. Korona jest jaskrawożółtego koloru, rzadko biała, kremowa lub czerwonawa, w dolnej części zrośnięta w rurkę o długości podobnej do kielicha. W gardzieli z pomarańczowymi plamkami. Łatki korony są rozpostarte i mają 5–6 mm szerokości (cała korona osiąga 10–17 mm średnicy), na szczycie są nieco wycięte. Pręciki z pylnikami o długości 2 mm osadzone są w jednych kwiatach na końcu rurki, w innych w środkowej jej części. Szyjka słupka w tych pierwszych ma długość połowy rurki korony, a w drugich jest tak długa jak ona.
OwoceJajowate torebki krótsze od kielicha, osiągające do 8 mm długości, otwierające się ząbkami na szczycie. Zawierają kulistawe lub kanciaste nasiona o średnicy 1–2 mm, o łupinie brodawkowatej, ciemnobrązowej do czarnej.
Gatunek podobnyPierwiosnek wyniosły Primula elatior różni się bladożółtymi kwiatami, kielichem przylegającym do rurki korony i wyraźnie dwubarwnym (z ciemnozielonymi kantami), torebką dłuższą od kielicha lub równą mu długością. Liście mają ogonek równy lub dłuższy od blaszki.

## Biologia

### Rozwój

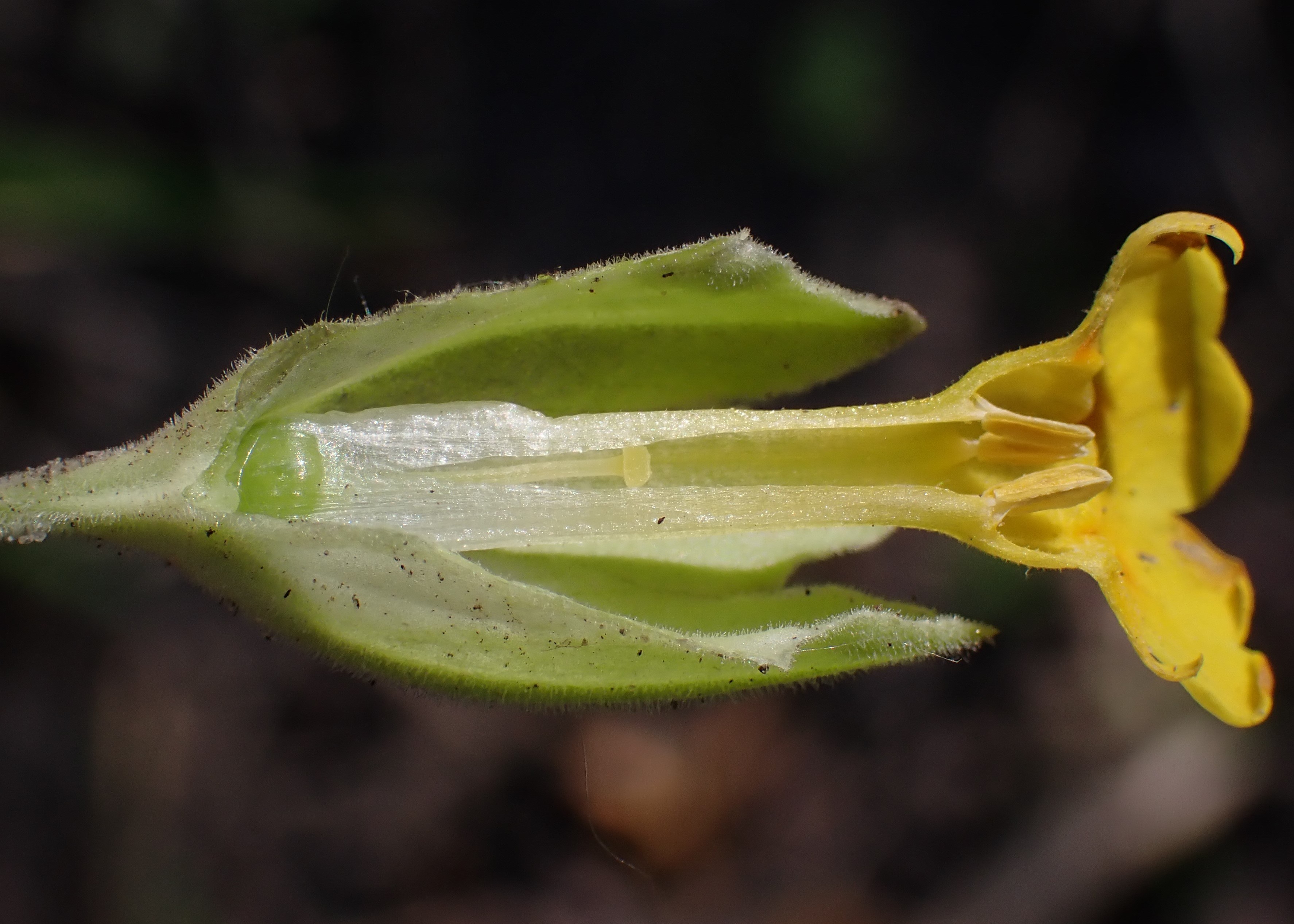
Kwiat o krótkim słupku i wysoko umieszczonych pylnikach

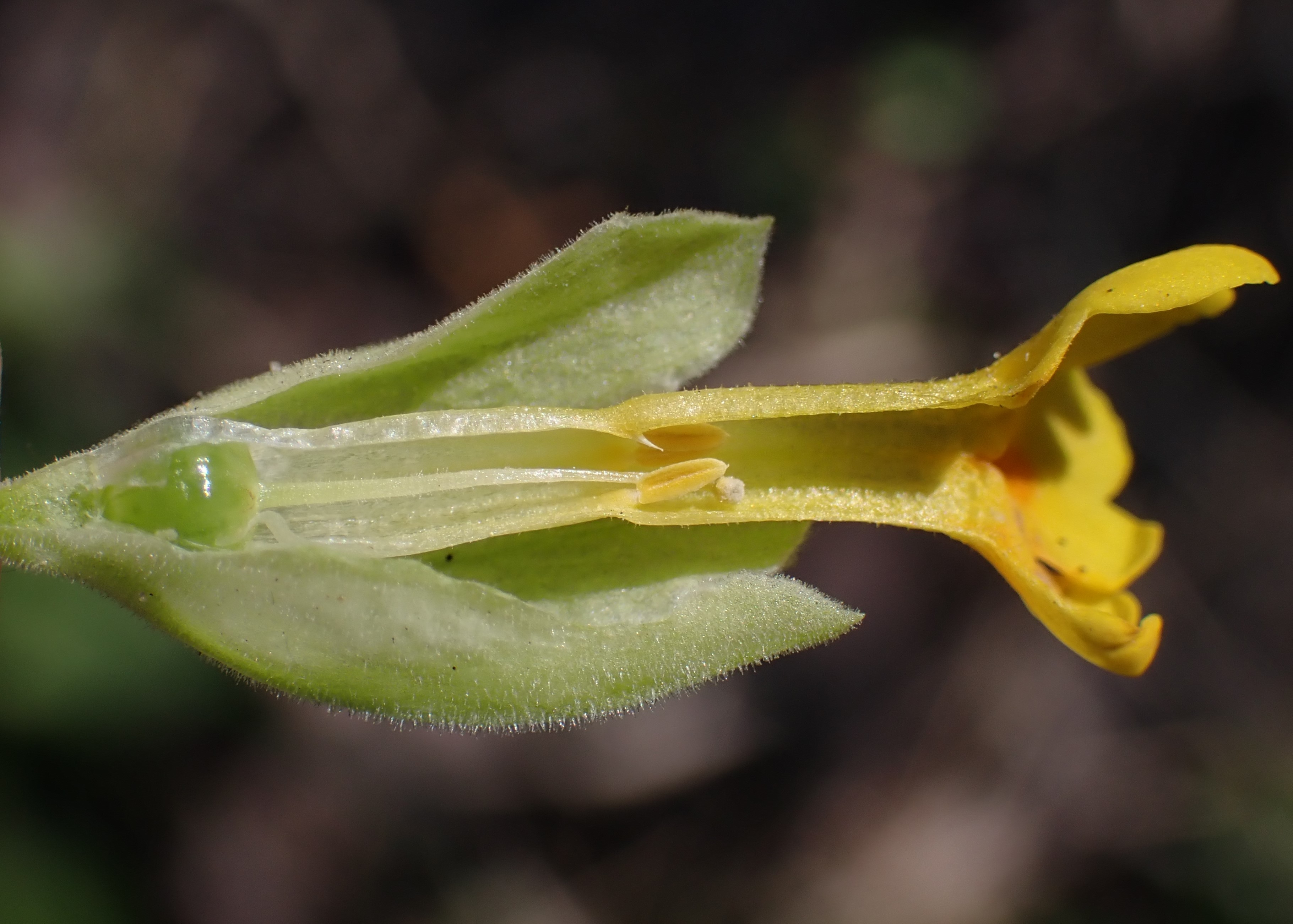
Kwiat o dłuższym słupku i nisko umieszczonych pylnikach

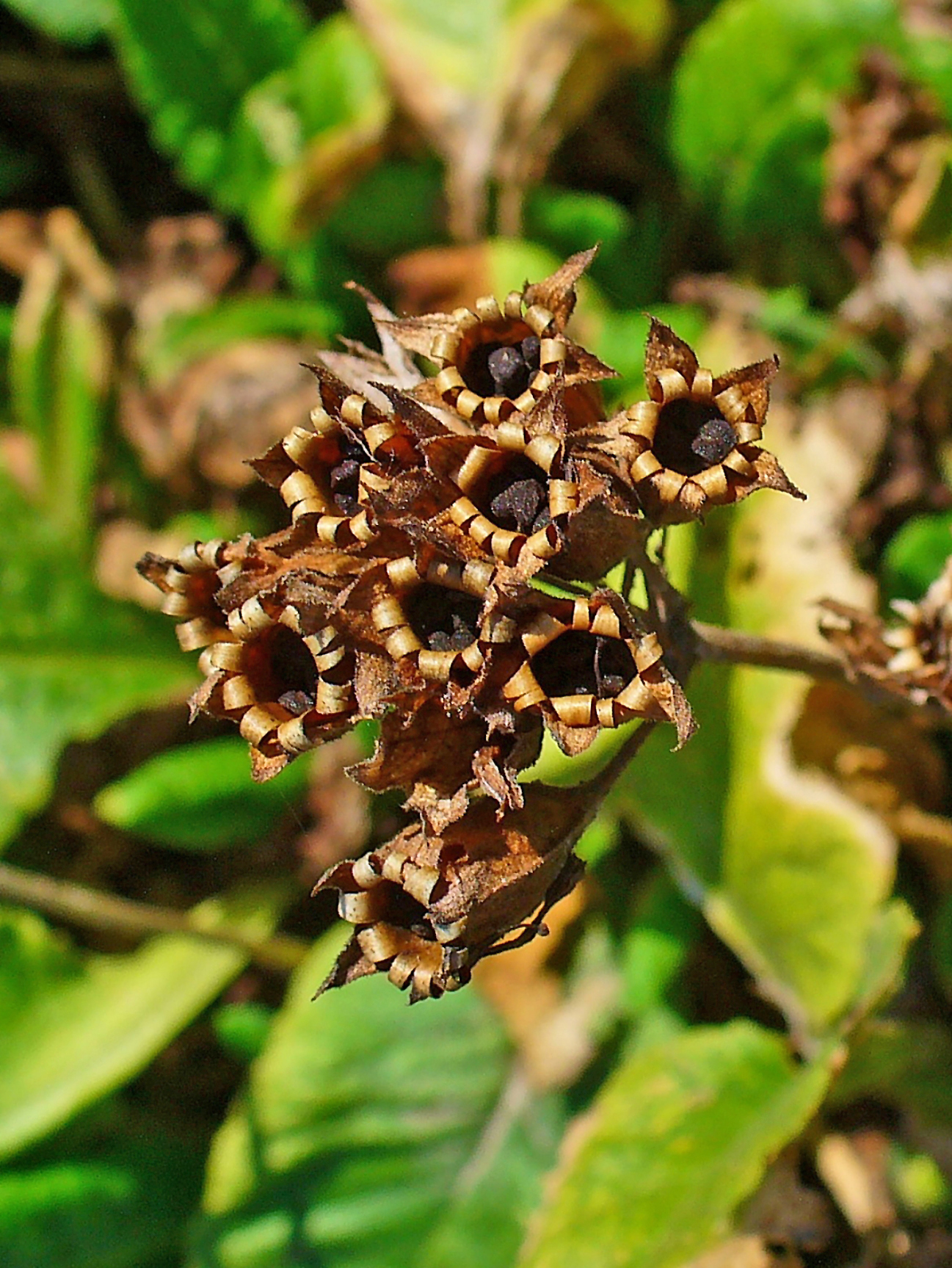
Owoce z nasionami

Bylina, hemikryptofit. Jest długowieczną rośliną, dożywającą ponad 50 lat. Rozmnaża się głównie generatywnie za pomocą nasion. Nasiona spadają w pobliżu roślin macierzystych, przez co zagęszczenie dorosłych roślin dochodzi do kilkudziesięciu na m², a liczba towarzyszących im siewek i roślin młodocianych na takiej powierzchni może przekraczać sto. Rośliny zaczynają kwitnąć w wieku 3–4 lat. Rozmnażanie wegetatywne nie odgrywa istotnej roli. Czasem kłącze dzieli się, ale powstałe ramety rosną blisko siebie. W niekorzystnych warunkach rośliny mogą wytwarzać boczne rozety, ale rosną one połączone z rośliną macierzystą, czasem tworząc wraz z nią zwarte kępy.
Młode liście zaczynają rozwijać się z końcem zimy (w lutym i marcu). Największą biomasę liście osiągają latem. Starsze liście w trakcie sezonu sukcesywnie zamierają, żółknąc i rozkładając się, pozostawiając tylko brązową, włóknistą część nasadową osłaniającą kłącze. 

#### Kwitnienie
Zawiązki kwiatów formują się w końcu lata, ale w formie pąków widoczne stają się w końcu marca i na początku kwietnia. Kwitnienie zaczyna się na początku kwietnia do maja w zależności od warunków klimatycznych (szybciej na południu i w niższych położeniach, później na północy i w górach). W różnych latach obfitość kwiatów bywa istotnie różna, na co wpływ ma koszenie lub zgryzanie roślin w roku poprzedzającym. Do zajścia zapłodnienia niezbędny jest udział zapylaczy, którymi są bardzo różne owady wabione zapachem i obficie wydzielanym nektarem. Do kwiatów przylatują rozmaite gatunki pszczół, muchówek, chrząszczy, motyli, często zaopatrzone w długą ssawkę, ale też kwiaty odwiedzają drobne owady, jak np. wciornastki. W kwiatach występuje heterostylia, która utrudnia samozapylenie. Wiąże się ona z tym, że w kwiatach jednych roślin pylniki osadzone są nisko w rurce korony, a szyjka słupka jest długa, podczas gdy u innych jest odwrotnie – szyjka słupka jest krótka, a pylniki osadzone są w górnej części korony. Co więcej rośliny różnią się kształtem znamion i długością pokrywających je brodawek oraz wielkością i urzeźbieniem pyłku. Te o długim słupku mają znamię kulistawe pokryte długimi brodawkami oraz wytwarzają mniejsze ziarna pyłku (o średnicy średnio 18,1 μm). Rośliny z kwiatami o krótkich słupkach mają znamiona spłaszczone, pokryte krótkimi brodawkami i wytwarzają większe ziarna pyłku (o średnicy średnio 29,5 μm). Różnice te powodują, że drobny pyłek może skutecznie zapylić znamiona z krótkimi brodawkami, a większy – te o dłuższych brodawkach. Udział roślin o obu tych typach budowy kwiatów w różnych badanych populacjach był na ogół zbliżony. Mimo specyficznych i daleko idących przystosowań wspierających zapylenie krzyżowe bariera chroniąca przed samopylnością nie jest zupełnie szczelna.

#### Owocowanie i rozsiewanie
Wydajność zawiązywania owoców i nasion jest bardzo różna. Średnio ok. 60% kwiatów zawiązuje owoce, na jednej roślinie liczba owoców wynosi od 0 do ponad 100, średnio 19, a liczba nasion w owocach waha się od 1 do ponad 60, średnio jest ich 19. Nasiona dojrzewają 8–10 tygodni po zapłodnieniu. Ich rozsiewanie następuje od połowy lipca do września w zależności od terminu początku kwitnienia. Nasiona wypadają z otwartych torebek pod wpływem wiatru i uderzeń kropli wody, przy czym zwykle lądują w pobliżu roślin macierzystych (obserwowano zasięg dyspersji nie przekraczający 12 cm). Dalej nasiona mogą być rozprzestrzeniane przez wodę. Brak przystosowań w budowie nasion i obserwacji wskazujących na udział zwierząt w ich przemieszczaniu.

#### Kiełkowanie

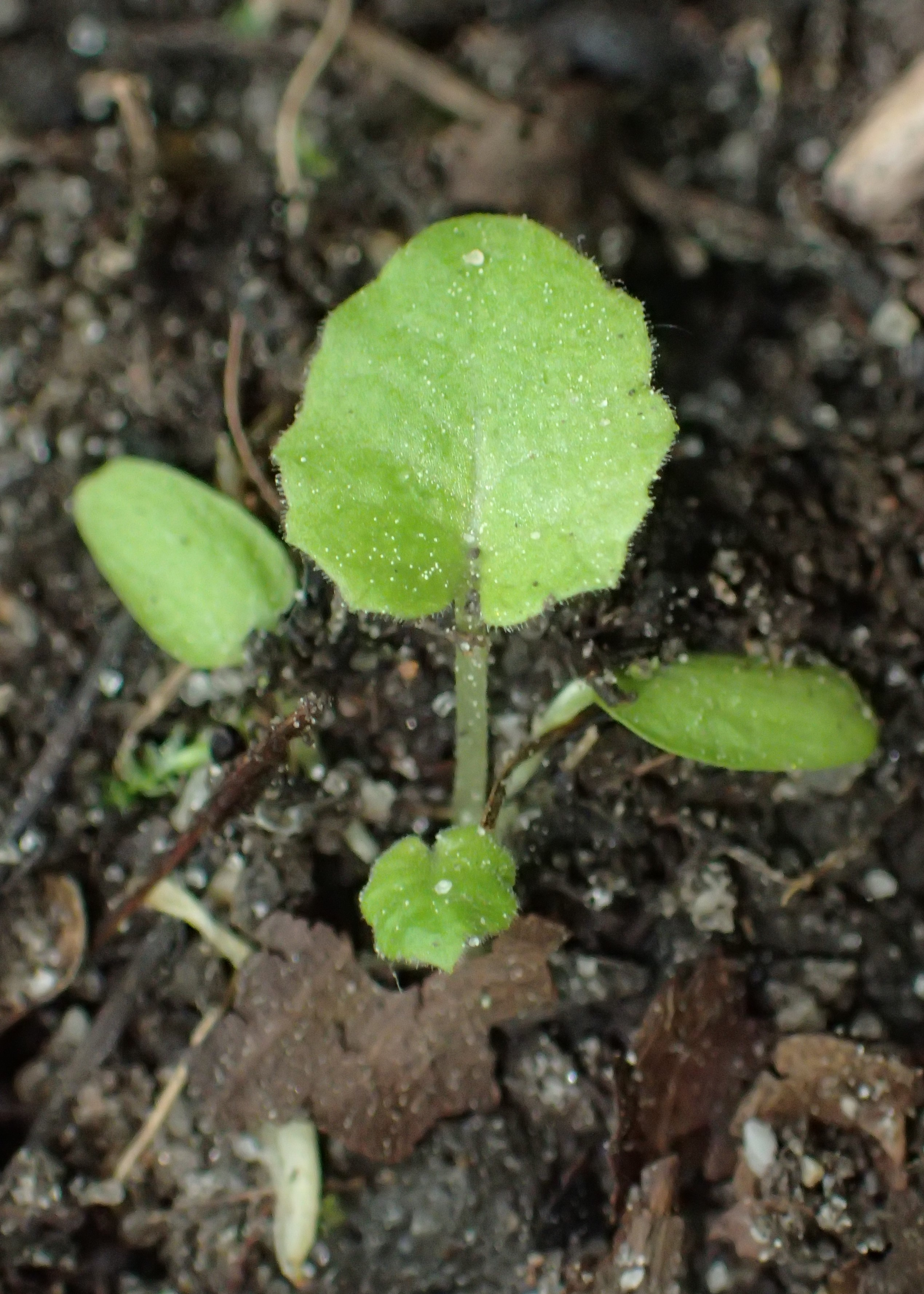
Siewka pierwiosnka lekarskiego

Część nasion kiełkuje niemal od razu, jednak najintensywniejsze kiełkowanie ma miejsce wiosną (od kwietnia do maja). Nasiona zachowują długo zdolność do kiełkowania, tworząc trwały bank nasion.
Kiełkowanie jest epigeiczne. Najpierw rozwija się korzeń kotwiczący młodą roślinę w glebie. Hipokotyl jest nagi lub z nielicznymi włoskami gruczołowatymi w górnej części. Wynosi liścienie początkowo ukryte w łupinie nasiennej, potem rozwijające się, mające jajowaty kształt i osiągające ponad 5 mm długości. Pierwsze liście dolne  mają blaszkę jajowatą, sercowatą nasadę i owłosione ogonki. Siewki są wrażliwe na susze i infekcje grzybowe.

### Fitochemia
Kłącza i korzenie pierwiosnka, w mniejszych ilościach także kwiaty, zawierają saponiny triterpenowe – prymulasaponinę A i B (udział saponin sięgać może w organach podziemnych 10%), glikozydy flawonowe – primulawerynę (=primulawerozyd) i primwerynę (=primwerozyd), flawonoidy, kwas askorbinowy i garbniki roślinne. Primweryna ulega hydrolizie enzymatycznej estru metylowego kwasu metylosalicylowego dając związki aromatyczne odpowiadające za charakterystyczny zapach organów podziemnych. Aromat kłącza i korzeni opisywany jest jako miły, silny i anyżkowy. Korzenie zawierają także cukry: arabinozę, sedoheptulozę, ksylozę, glukozę, galaktozę, ramnozę, kwas glukuronowy i wolemitol.
W kwiatach, poza niewielkimi ilościami saponin, obecne są glikozydy fenolowe, flawonoidy, karotenoidy. Zapach kwiatów opisywany jest jako przypominający aromat miodu. W korzeniach pierwiosnka substancje zapasowe gromadzone są w postaci ziaren skrobi. Liście zawierają dużo witaminy C.

### Chromosomy
Liczba chromosomów wynosi 2n = 22.

## Ekologia

### Siedlisko

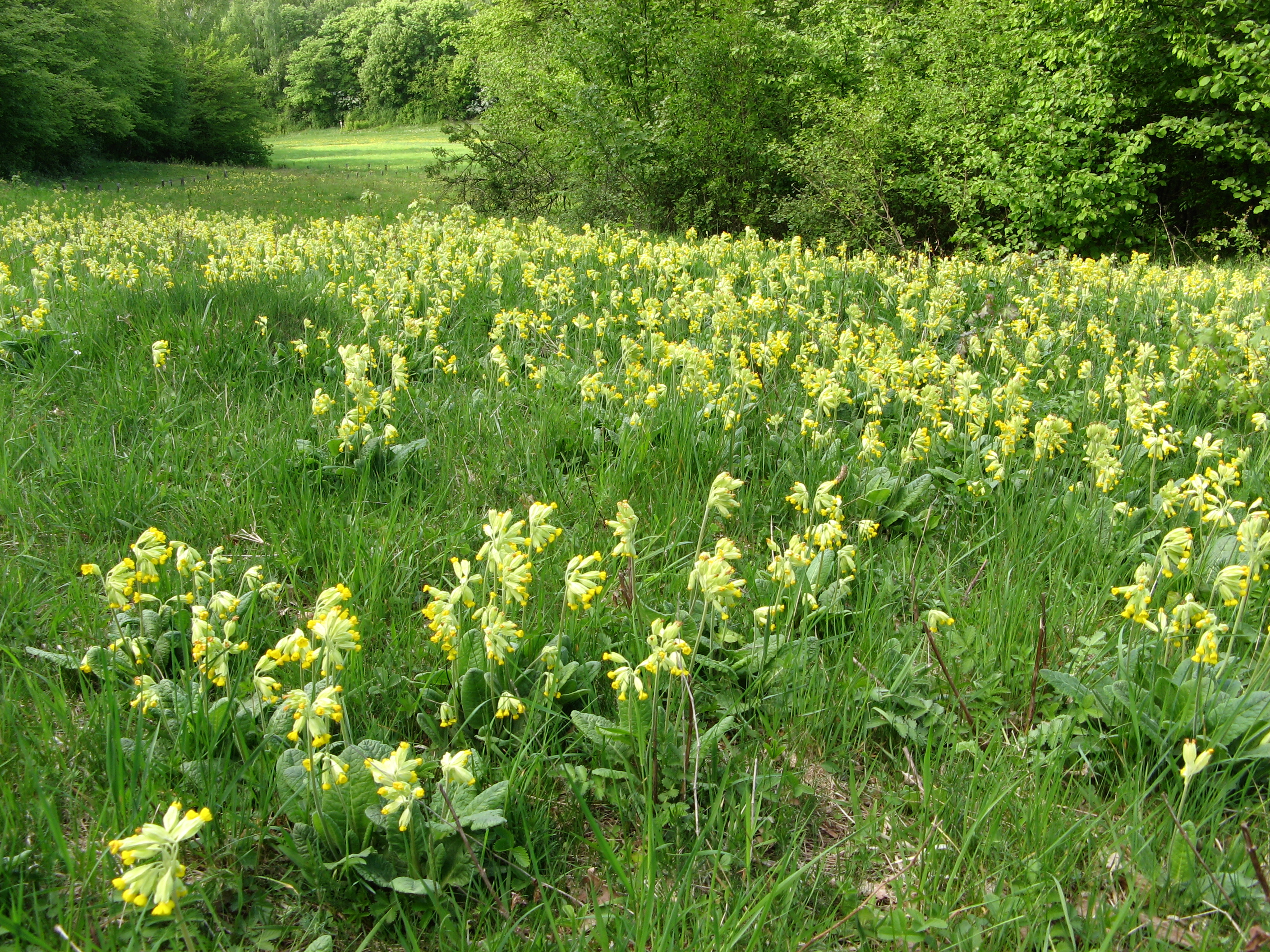
Pierwiosnki na łące

Rośnie na łąkach, w zaroślach, widnych lasach i ich skrajach, na skarpach przy drogach i liniach kolejowych, nierzadko tworząc gęste i rozległe płaty.
Preferuje gleby zasobne w węglan wapnia, przy czym mogą mieć one bardzo różną strukturę – od szkieletowych gleb na skałach wapiennych, poprzez wydmy piaszczyste, po gleby rozwijające się na glinach zwałowych. Wilgotność i odczyn gleb są zróżnicowane (ten drugi wynosi od 5 do 8 pH), przy czym gatunek ten nie rozwija się na glebach silnie zakwaszonych. Może rosnąć zarówno na ciężkich glinach, jak i na glebach bardzo przepuszczalnych. Częściej występuje na glebach ubogich (nawożenie azotem osłabia kwitnienie i kiełkowanie). Na wybrzeżach zasiedla wydmy i klify, jednak poza zasięgiem wód zasolonych. Źle znosi silne zacienienie i nie toleruje stagnowania wód. Ma niezbyt wielkie wymagania wilgotnościowe (mniejsze niż pierwiosnek wyniosły) i generalnie dobrze znosi susze. Rośliny przeżywają nawet jeśli okresowo ich rozety więdną, przy czym susze w czasie kwitnienia wpływają jednak niekorzystnie na skuteczność zawiązywania nasion. Podobnie niekorzystny wpływ mają późne, majowe przymrozki mogące uszkadzać kwiaty.

### Fitosocjologia i interakcje międzygatunkowe

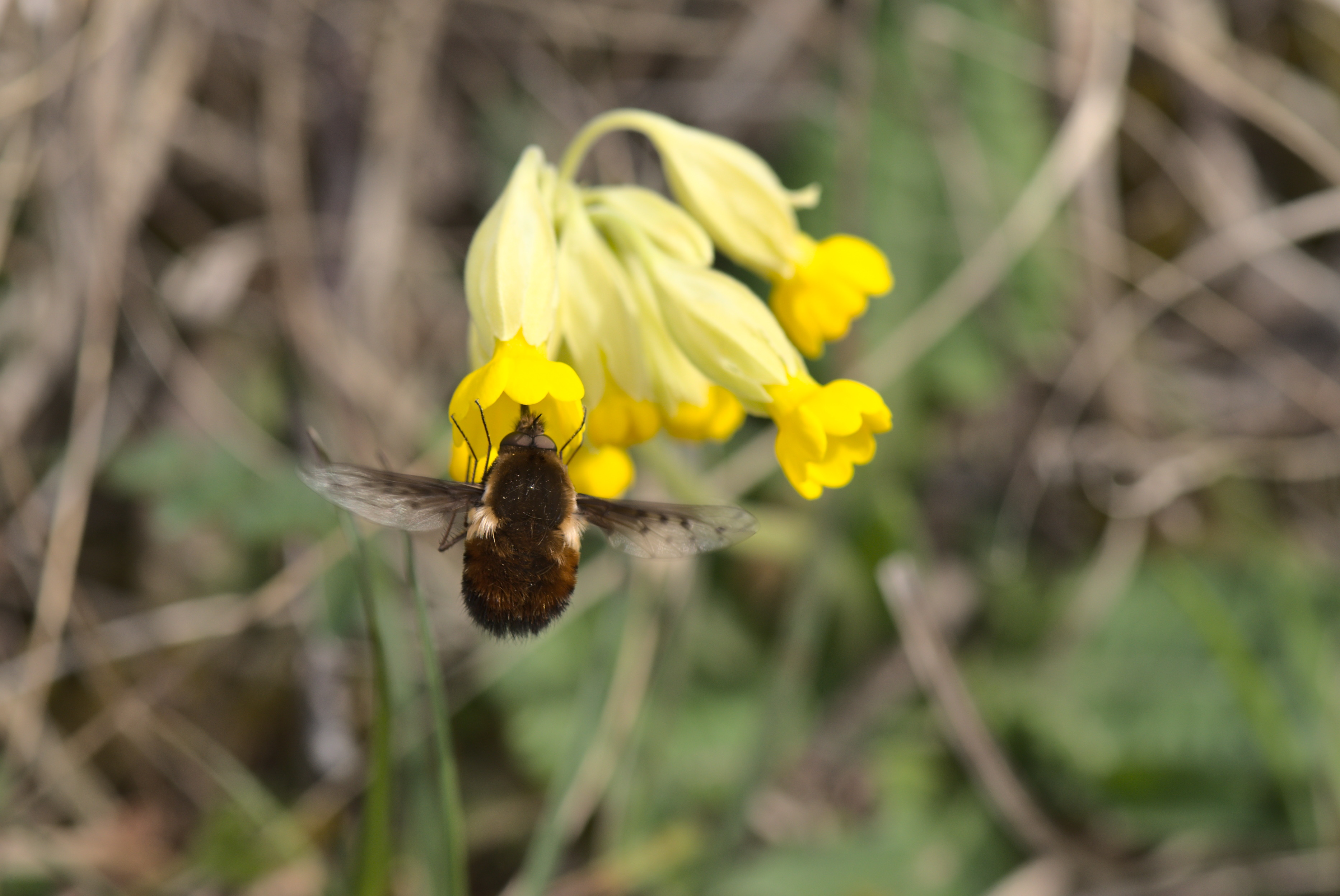
Bujanka plamoskrzydła zapylająca kwiat pierwiosnka lekarskiego

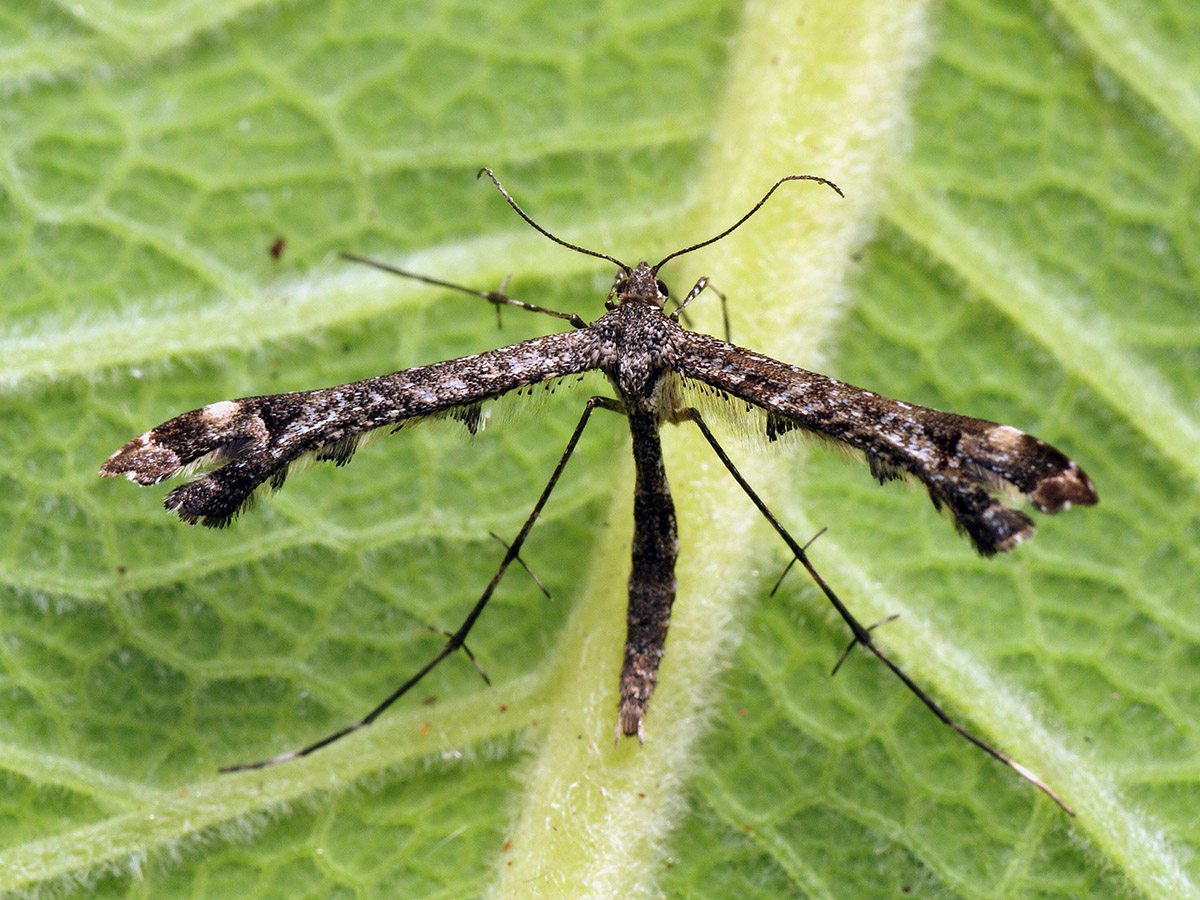
Piórolotka Amblyptilia punctidactyla, której gąsienica żywi się nasionami pierwiosnka

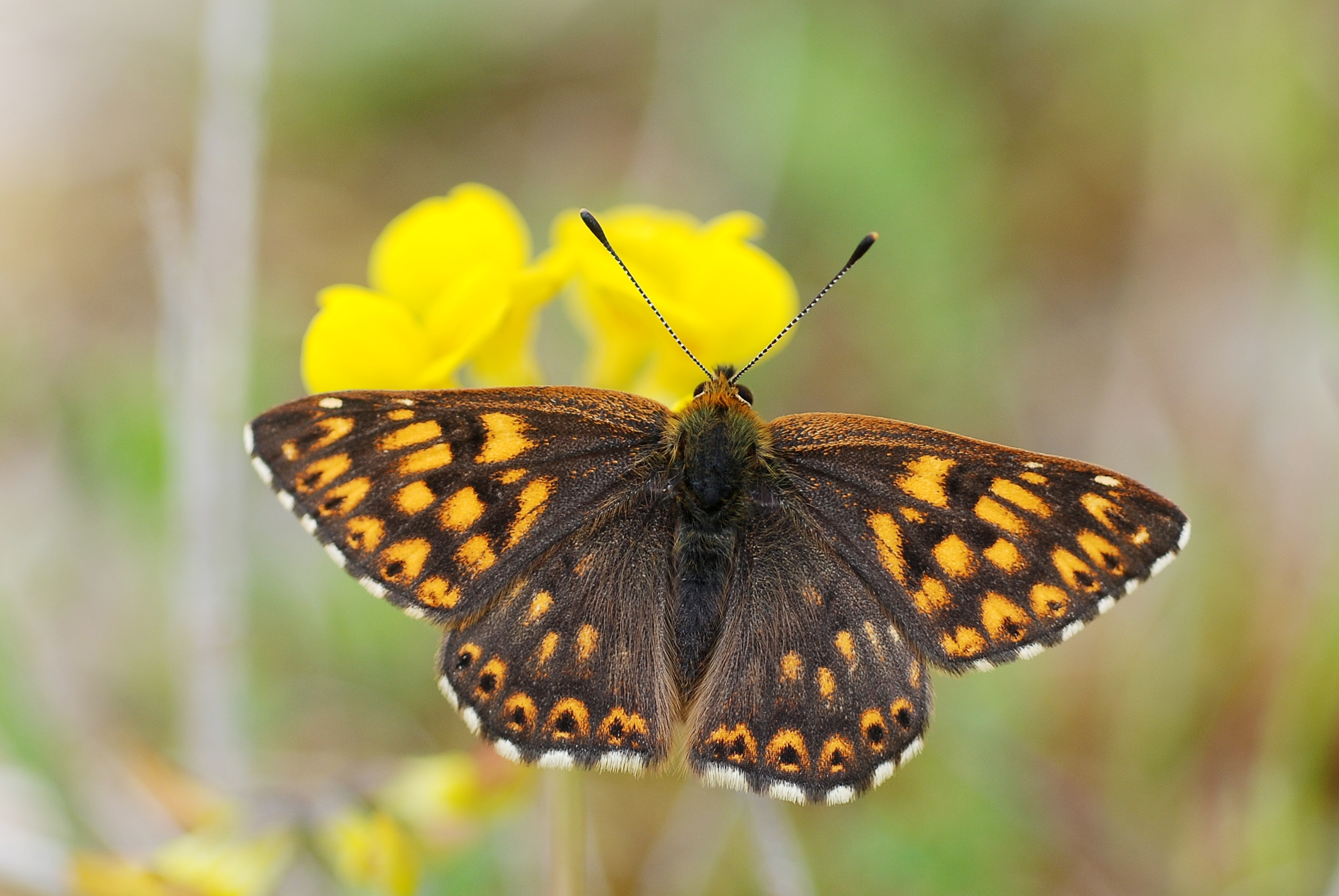
Wielena plamowstęg, której gąsienice rozwijają się tylko na pierwiosnkach

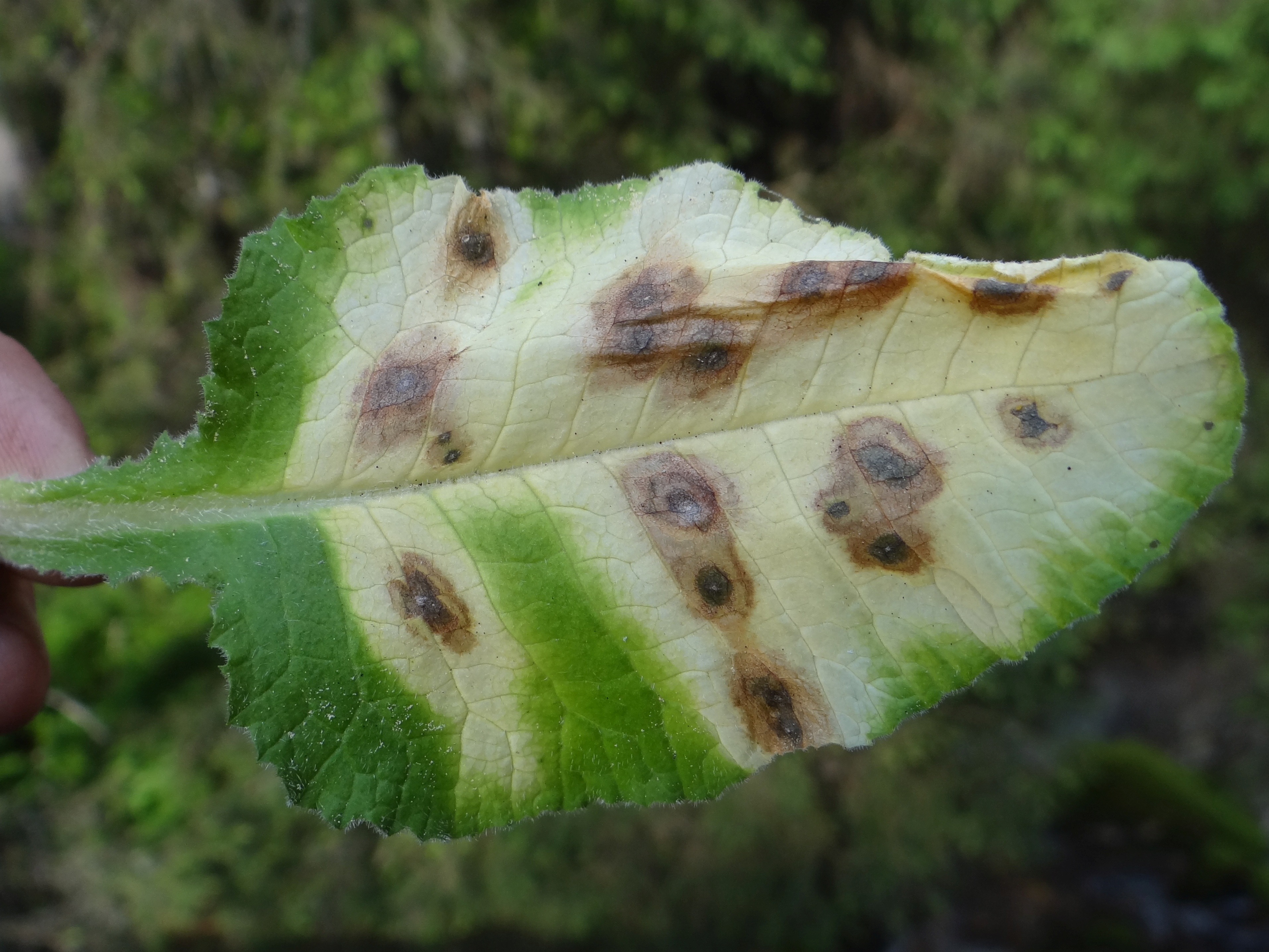
Liść pierwiosnka lekarskiego porażony grzybem Ramularia primulae

W Europie Zachodniej gatunek rośnie w ciepłolubnych murawach ze stokłosą prostą i kłosownicą pierzastą Bromus erectus-Brachypodium pinnatum, w murawach Gentiano-Koelerietum. Na siedliskach bardziej świeżych (wilgotnych) i mezotroficznych występuje w łąkach z owsicą omszoną Avenula pubescens, drżączką średnią Briza media i dominującą zwykle kostrzewą czerwoną Festuca rubra. Na Wyspach Brytyjskich z dużą stałością obecny jest w murawach Sesleria albicans-Scabiosa columbaria. W Czechach uznawany jest za charakterystyczny dla muraw Primulo veris-Seslerietum calcariae, poza tym w Europie Środkowej rośnie w szerokim spektrum łąk suchych i muraw kserotermicznych. W Skandynawii i krajach bałtyckich rośnie także często na źródliskach wapiennych w zbiorowisku z marzycą rudą Schoenus ferrugineus. 
Pierwiosnek występuje też w widnych zaroślach i lasach na glebach wapiennych, w Zachodniej Europie wskazywany jest jako typowy dla zbiorowisk określanych jako Orchio-Cornetum. Poza tym rośnie w całym swoim zasięgu w grądach (wskazany został jako charakterystyczny dla zespołu Primulo veris-Carpinetum), łęgach wiązowych z fiołkiem wonnym Violo-Ulmetum, w ciepłolubnych zaroślach ligustru Pruno-Ligustretum, jaworzynach Tilio-Acerion i ciepłolubnych dąbrowach z rzędu Quercetalia pubescenti-petraeae, dla których taksonem charakterystycznym jest podgatunek P. veris subsp. canescens.
Nie toleruje silnej konkurencji innych roślin i silnego ocienienia w dłuższej perspektywie czasu. Ustępuje z lasów, w których warstwa drzew lub krzewów osiąga pełne zwarcie. Podobnie zanika na murawach i łąkach, na których ustanie tradycyjne użytkowanie kośne lub wypas. Ocienione przez inne rośliny pierwiosnki słabo kwitną i w efekcie w niekorzystnych warunkach często obecne są tylko nieliczne i stare okazy tego gatunku. Szybko reagują jednak na poprawę warunków i w przypadku usunięcia roślin zacieniających pierwiosnki mogą obficie zakwitnąć i zawiązać liczne nasiona. Ze względu na wymagania świetlne gatunek ten w obrębie lasów i zarośli często zasiedla lepiej nasłonecznione stoki, skraje takich formacji oraz obrzeża przecinających je ścieżek.
Żerowanie roślinożerców z jednej strony zmniejsza zwarcie pokrywy roślinnej, ułatwiając rozwój światłolubnym pierwiosnkom, z drugiej jednak, w przypadku zgryzienia także liści pierwiosnka, bardzo istotnie ogranicza zdolność tego gatunku do kwitnienia i owocowania w danym roku i ma także wpływ na wzrost roślin w roku kolejnym. Korzystny wpływ na rozwój siewek pierwiosnka ma przerywanie darni roślinności przez nornika zwyczajnego w rejonie jego nor i stałych tras przemieszczania się. Na pierwiosnku żeruje wiele gatunków owadów (w tym minujących liście) i ślimaków, przy czym zwłaszcza ta druga grupa ma często istotnie negatywny wpływ na kwitnienie (na różnych obserwowanych stanowiskach ślimaki niszczyły 10–67% kwiatów). Pierwiosnek lekarski jest obok p. wyniosłego rośliną żywicielską gąsienic motyla – wieleny plamowstęg Hamearis lucina. Dojrzewające nasiona są kluczowym pożywieniem dla larw piórolotka Amblyptilia punctidactyla, ale żywi się nimi też kilka innych gatunków.
Z grzybów chorobotwórczych kluczową rolę odgrywa Ramularia primulae, wywołujący plamistość liści pierwiosnka, objawiającą się jasnobrązowymi i kanciastymi plamami na liściach. Rzadziej występuje porażenie przez Ramularia interstitialis objawiające się żółtawymi plamami na liściach; Peronospora oerteliana tworzy kolonie na ich dolnej stronie; Urocystis primulae rozwija się na zalążniach.
W korzeniach pierwiosnka lekarskiego stwierdzono mykoryzę arbuskularną.

## Systematyka

### Pozycja systematyczna
Gatunek Primula veris jest typowym dla rodzaju pierwiosnek Primula. W obrębie tego najbardziej zróżnicowanego rodzaju w rodzinie pierwiosnkowatych, obejmującego ok. 500 gatunków, zaliczany jest do sekcji typowej Primula sect. Primula. Należy do niej 6 gatunków, z których trzy mają niewielkie zasięgi w rejonie Kaukazu, a pozostałe to szeroko rozprzestrzenione w Eurazji: pierwiosnek lekarski, pierwiosnek wyniosły P. elatior i pierwiosnek bezłodygowy P. vulgaris. Najbliżej spokrewnionym, siostrzanym gatunkiem pierwiosnka lekarskiego jest pierwiosnek wyniosły.

### Zmienność

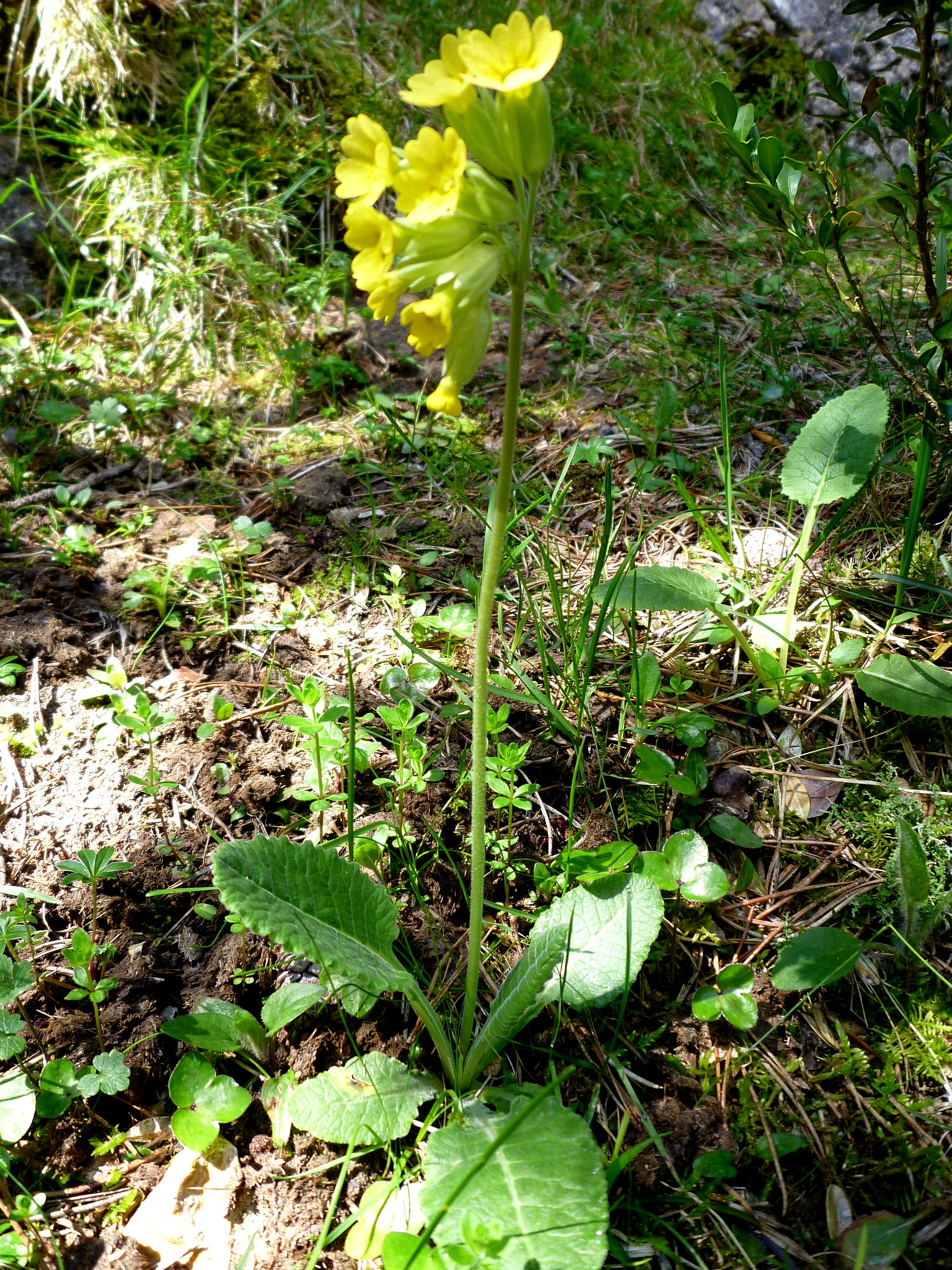
Podgatunek Colonny o większych niż u typu kwiatach, dłuższych kielichach, słabo oskrzydlonych ogonkach liściowych

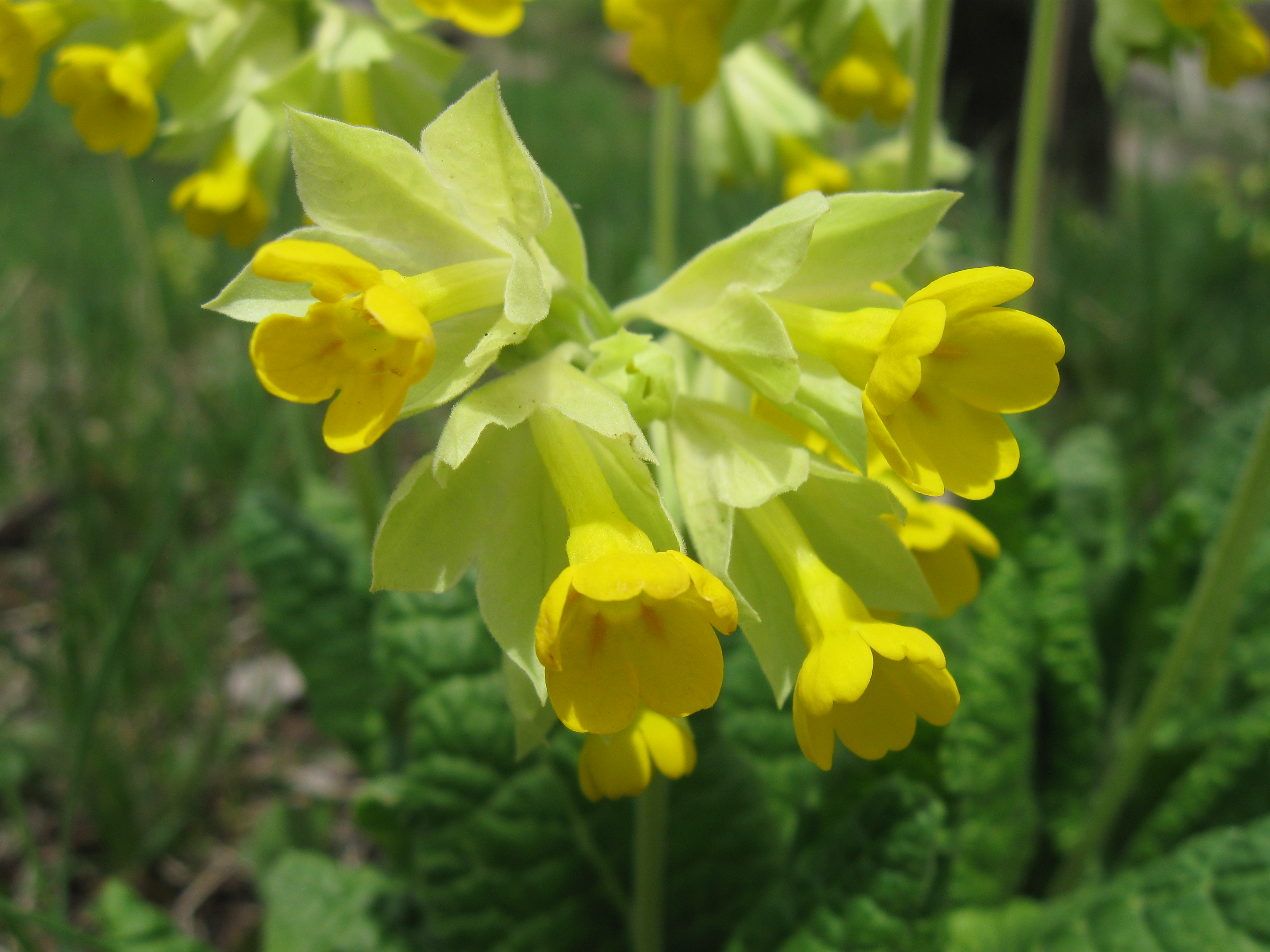
Podgatunek wielkokielichowy o większych niż u typu kwiatach i rozdętych kielichach

Gatunek jest bardzo zmienny morfologicznie i w różnych ujęciach dzielony zazwyczaj na cztery, rzadziej dwa podgatunki.
- subsp. veris – podgatunek nominatywny (typowy). Cechuje się blaszką nagle zwężającą się w oskrzydlony ogonek. Dorosłe liście są słabo owłosione lub wyłysiałe, włoski są proste i sztywne, nie przekraczają 0,3 mm długości. Kielich nie przekracza 15 mm długości, a korona zwykle ma poniżej 12 mm[4]. Łatki korony silnie wgłębione. Torebka krótsza od kielicha, ale sięga za jego połowę[8]. Występuje w niemal całym europejskim zasięgu gatunku z wyjątkiem obszarów górskich w jego południowej części[4], okolic Uralu, Krymu i Kaukazu[5]. W Polsce rozpowszechniony jest na całym obszarze[8].
- subsp. columnae Ten. – podgatunek Colonny[27] – blaszka jajowata, u nasady zwykle sercowata, od spodu pokryta gęstymi, białymi włoskami o długości 1 mm. Ogonek nie jest oskrzydlony lub tylko nieznacznie. Dzwonkowaty kielich osiąga do 20 mm długości, na końcu rozszerza się. Korona ma średnicę od 10 do 22 mm, a jej rurka jest dłuższa od kielicha[4]. Łatki korony są płaskie[8]. Podgatunek występuje w górach środkowej Hiszpanii, Włoch, Półwyspu Bałkańskiego i północnej Turcji[4][5].
- subsp. canescens Opiz. – blaszka zwęża się stopniowo w oskrzydlony ogonek, od spodu jest szaro owłosiona (rzadko łysiejąca[8]). Włoski osiągają 0,5–0,75 mm długości i bywają rozgałęzione. Kwiaty pośrednich rozmiarów – kielich osiąga od 16 do 20 mm długości, korona ma średnicę od 8 do 20 mm, a jej rurka zwykle jest podobnej długości jak rurka kielicha[4][8]. Łatki kielicha są dłuższe niż szersze i zaostrzone. Łatki korony są wklęsłe, ale mniej wyraźnie niż u ssp. veris[8]. Podgatunek nie zawsze jest wyróżniany (rośliny o takiej budowie włączane są do podgatunku typowego). Występuje w środkowej Europie[4]. W Polsce głównie w południowo-wschodniej części kraju[8]. Rośnie w miejscach ciepłych i nasłonecznionych[8].
- subsp. macrocalyx Bunge – podgatunek wielkokielichowy[27] – blaszka liściowa duża, zwęża się stopniowo w długi i oskrzydlony ogonek. Włoski osiągają 0,3–0,5 mm długości i zwykle są proste. Kwiaty okazałe – kielich osiąga od 15 do 20 mm długości i rozszerza się na końcu, korona ma średnicę od 18 do 28 mm, a jej rurka zwykle jest dłuższa od kielicha[4]. Torebka jest dwa razy krótsza od kielicha[8]. Podgatunek nie zawsze jest wyróżniany (rośliny o takiej budowie włączane są do podgatunku typowego). Występuje na Krymie, w Kaukazie i dalej na wschodzie sięgając Syberii[4][5]. Podgatunek wymieniany był także z północno-wschodniej części Polski[8].

### Mieszańce
Pierwiosnek lekarski tworzy mieszańce z pierwiosnkiem bezłodygowym i p. wyniosłym. Do ich powstawania dochodzi rzadko ze względu na różnice ekologiczne i fenologiczne (ww. gatunki rosną w różnych siedliskach i kwitną w różnym czasie), w dodatku gdy już dojdzie do wzajemnego zapylenia, bardzo rzadko powstają nasiona zdolne do kiełkowania.
- P. × media Peterm. (P. veris × P. elatior) – znany jest ze stanowisk naturalnych z Wielkiej Brytanii, Francji, Belgii i Czech[4].
- P. × polyantha Mill. (P. veris × P. vulgaris) – stwierdzony został w Anglii, Francji, Austrii i na Węgrzech[4].

Sporadycznie w naturze (w Anglii) stwierdzano także mieszańca trzech ww. gatunków powstającego w wyniku zapylenia kwiatów P. × polyantha pyłkiem pierwiosnka wyniosłego. Mieszańce swobodnie krzyżują się wstecznie.

## Nazewnictwo
Nazwa naukowa utworzona została z łacińskich słów primus = wczesny, pierwszy i veris = wiosna, w nawiązaniu do wczesnego zakwitania wiosną. Często używana nazwa synonimiczna z członem gatunkowym w postaci słowa officinalis powstała z łacińskiego słowa officina = apteka, w nawiązaniu do zastosowań leczniczych rośliny.
Popularna dawniej nazwa ludowa pierwiosnka to „kluczyki” a także „kluczyki niebieskie”, „klucze/kluczyki św. Piotra”. Nazwa ta jest uznawana za kalkę ze średniowiecznej łaciny (clavis sancti Petri) lub niemieckiego (Peters Schlüssel), co wynika z jej rozpowszechnienia w różnych językach w tym samym znaczeniu. Motywacją nazwy jest kształt kwiatostanów przypominających pęk kluczy, które z kolei kojarzyły się z Piotrem Apostołem, wyobrażanym jako odźwierny i klucznik bram Nieba (ze względu na zawarte w Nowym Testamencie słowa Chrystusa (Mt. 16,19): I tobie dam klucze królestwa niebieskiego). W rejonie Grodna nazywano ten gatunek też „kluczykami św. Jana”.
Inne nazwy gwarowe inspirowane były skojarzeniem jednostronnie zwieszonych kwiatów z łapkami drobiu: „kurze łapki/pazurki”, „kurza stopa/stopka”, „kacze nóżki”, „kaczynóżka”. Także wyglądem kwiatostanów inspirowana była zapewne nazwa „rękawice”, a na Kaszubach „kukawcze rękawice”, co tłumaczono zbiegiem terminu kwitnienia pierwiosnków i rozpoczęcia odzywania się przez kukułki.
W wielu źródłach poświadczona jest wobec tego gatunku używana dawniej nazwa „bukwica biała”, która uznawana jest albo za kalkę ze średniowiecznej łaciny (Betonica alba) lub niemieckiego (Weiss Betonien) z powodu jej rozpowszechnienia w różnych krajach, albo za nazwę rodzimą, powstałą z powodu podobieństwa liści do buka. Inni autorzy nazwę tę tłumaczą podobnym działaniem do „bukwicy czerwonej” tj. bukwicy zwyczajnej (określenie „biała” tłumaczyć może to, że do XIX wieku rzadko rozróżniano pierwiosnka lekarskiego o kwiatach żółtych od pierwiosnka wyniosłego o kwiatach bladożółtych). Za kalkę z łacińskiej nazwy herba paralitica uznawane jest też określenie „paraliżowe ziele” odnotowane w źródłach średniowiecznych i późniejszych.
Po ustaleniu nazwy naukowej Primula veris licznie pojawiać się zaczęły w polskim piśmiennictwie od końca XVIII i zwłaszcza w XIX wieku nazwy: „pierwiosnek”, „pierwiosnka”, „pierwiosnki” i „pierwiosnka/pierwiosnki kluczyki”. W XX wieku w licznych kolejnych wydaniach „Roślin polskich” ustalona została nazwa „pierwiosnka lekarska”. Od 1995 poprzez kolejne wydania (2002, 2020) w krytycznej liście roślin naczyniowych Polski nazwa wiodąca zapisana została w rodzaju męskim – „pierwiosnek lekarski”, a poboczna w żeńskim. Mimo procesu ujednolicania nazw zwyczajowych roślin w XX wieku, niektórzy autorzy stosowali nazwy odrębne, np. Jakub Mowszowicz nazywał ten gatunek w swoich publikacjach „pierwiosnkiem wiosennym”.

## Zagrożenia i ochrona
W skali Europy gatunek został uznany w 2012 roku przez Międzynarodową Unię Ochrony Przyrody (IUCN) za gatunek najmniejszej troski (LC) tj. gatunek niezagrożony. Przyczyną tego statusu, mimo stwierdzenia zanikania gatunku w niektórych krajach, było utrzymywanie się jego wciąż dużych zasobów na rozległych obszarach, włączając w to siedliska w krajobrazie antropogenicznym. Zanikanie gatunku spowodowane niekorzystnymi zmianami w siedliskach stwierdzono zostało m.in. w Szwajcarii i na Wyspach Brytyjskich w ciągu XX wieku. Do przyczyn tego zjawiska zaliczano zmiany sposobu użytkowania gruntów, w szczególności porzucanie ekstensywnego wypasu lub koszenia łąk, fragmentację siedlisk i nadmierne nawożenie. Za czynnik krytyczny dla trwałości populacji uznana została możliwość rozwoju młodych roślin, która ustaje w przypadku braku użytkowania i gromadzenia się wojłoku. Z tego powodu za optymalną metodę ochrony siedlisk pierwiosnka wskazywany jest wypas realizowany późnym latem ewentualnie wykonywane wówczas koszenie i usuwanie pokosu. Od lat 80. XX wieku gatunek przestał ustępować na Wyspach Brytyjskich z powodu wprowadzenia go do mieszanek nasion służących odtwarzaniu półnaturalnej, zróżnicowanej gatunkowo roślinności w pasach drogowych, na nasypach i terenach zieleni miejskiej.
W Polsce za przyczynę zagrożenia dla gatunku uznawana jest degradacja siedlisk związana z porzucaniem tradycyjnego użytkowania półnaturalnych muraw i łąk i ich zaorywanie lub intensyfikacja wypasu. Problemem też pozostaje pozyskiwanie roślin ze stanowisk naturalnych do celów leczniczych. Ze względu na obawy przed „wyniszczeniem” gatunku spowodowanym pozyskiwaniem surowca leczniczego po II wojnie światowej najpierw zabroniono jego zbioru na gruntach w zarządzie Lasów Państwowych, a następnie od 1957 objęto częściową ochroną gatunkową na podstawie rozporządzeń wydawanych kolejno w latach: 1957, 1983, 1995, 2001, 2004 i 2012. Od 2014 roku roślina nie podlega prawnej ochronie gatunkowej. Jej populacje obecne są niemal we wszystkich parkach narodowych w Polsce i licznych rezerwatach. Pierwiosnek ten nie został umieszczony na liście roślin zagrożonych w Polsce.

## Zastosowanie

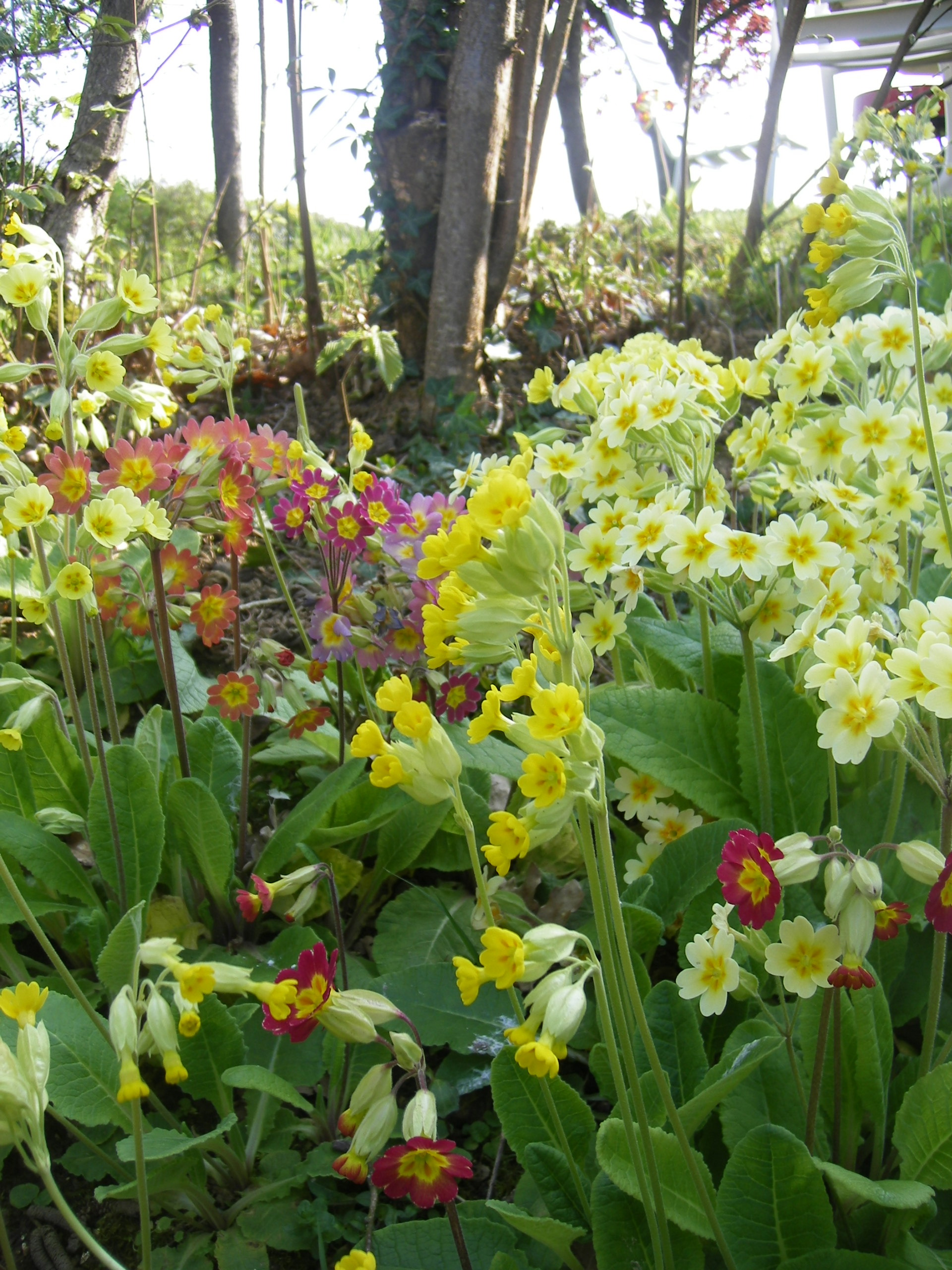
Wielobarwne odmiany pierwiosnków pochodzenia mieszańcowego (krzyżówki p. lekarskiego, wyniosłego i bezłodygowego)

### Roślina ozdobna
Jako gatunek ozdobny pierwiosnek jest uprawiany rzadziej niż podobny pierwiosnek wyniosły P. elatior, a zwłaszcza mieszańce obu tych gatunków oraz pierwiosnka bezłodygowego P. vulgaris, określane w ogrodnictwie wspólnym mianem Primula veris hort. Do odmian o cechach gatunku, wyróżniających się walorami estetycznymi, należy ‘Cabrillo’ o intensywnie żółtych i licznych kwiatach zebranych w gęste, kulistawe kwiatostany.
Pierwiosnek lekarski nie w odmianach, lecz jako gatunek botaniczny, zalecany jest do uprawy w ogrodach naturalistycznych, podsiewania na suchych łąkach i w towarzystwie drzew, w tym też pod ich okapem, w parkach, zwłaszcza w ich naturalistycznych partiach łąkowych, zaroślowych i leśnych. Efektownie prezentuje się zwłaszcza uprawiany w dużych grupach. 
W niektórych krajach pierwiosnek lekarski dodawany jest do naturalistycznych mieszanek zadarniających wysiewanych np. wzdłuż dróg. Poza efektownym wyglądem w czasie kwitnienia roślina jest ceniona jako istotnie wpływająca na różnorodność gatunkową ekosystemu – jest atrakcyjna dla zapylaczy poszukujących nektaru i pyłku, w tym pszczół i motyli, jej liśćmi i nasionami żywi się szereg innych zwierząt.

### Roślina lecznicza

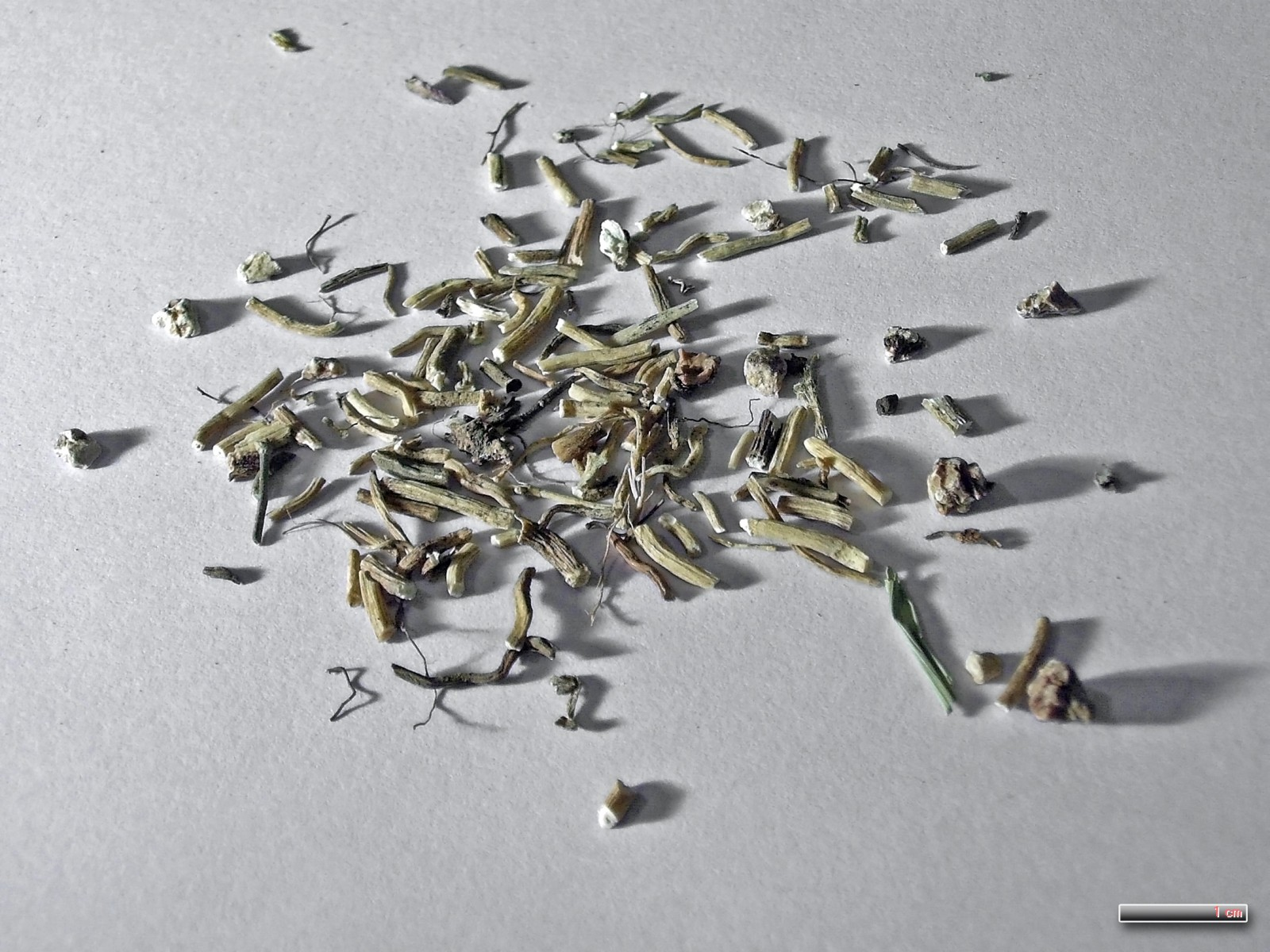
Surowiec zielarski – Radix Primulae

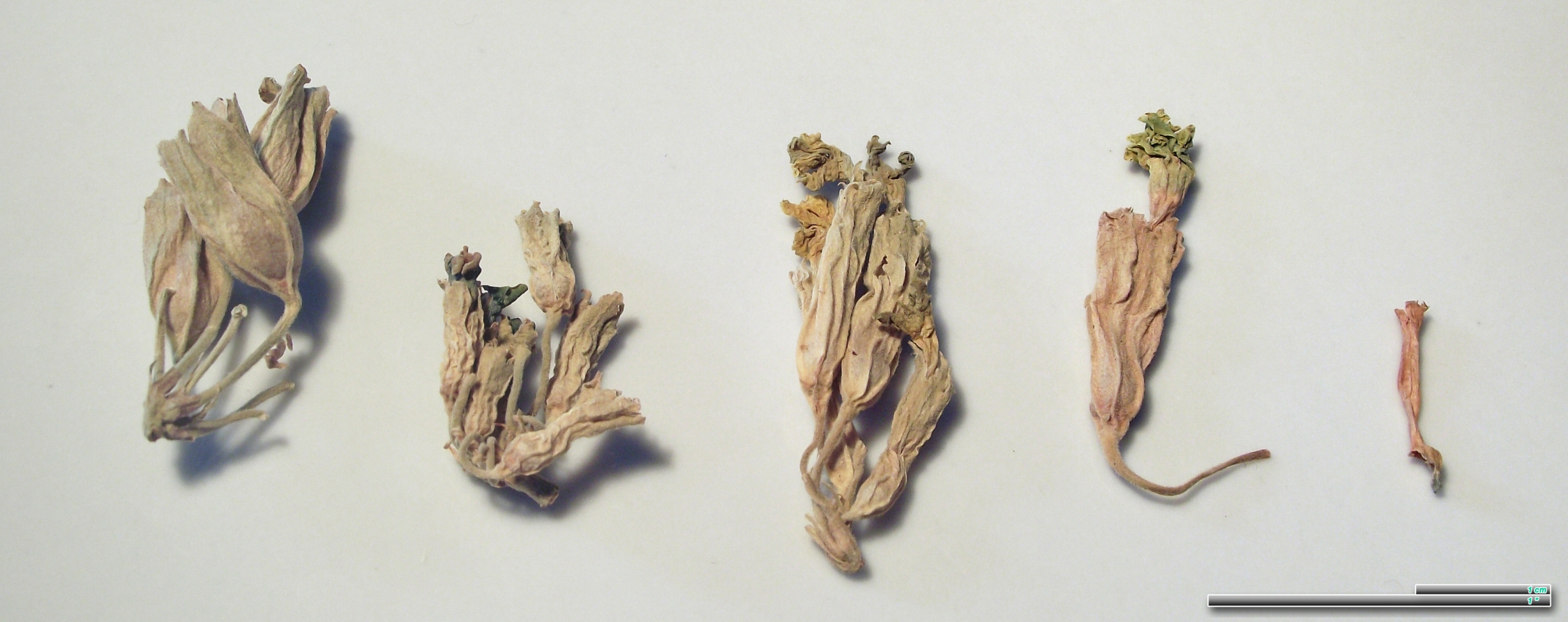
Surowiec zielarski – Flos Primulae (cum calyce)

Historia i zastosowanie w lecznictwie ludowymPierwiosnek lekarski opisywany był jako roślina lecznicza m.in. przez Hildegardę z Bingen, Hieronima Bocka (pod nazwą Betonica alba), Tabernaemontanusa, Leonharta Fuchsa (jako Verbasculum odoratum), Konrada Gesnera, Otto Brunfelsa (jako Herba paralysis). Roślina stosowana była w lecznictwie ludowym Europy jako lek wykrztuśny, rozrzedzający wydzielinę dróg oddechowych i stosowano ją przy przeziębieniach i nieżytach górnych dróg oddechowych, zapaleniu oskrzeli, przy kaszlu, zapaleniu płuc, krztuścu i astmie oskrzelowej. Ze względu na silniejsze działanie korzenie stosowane były w leczeniu dorosłych i starszych dzieci, podczas gdy niemowlętom podawano napar z kwiatów. W zależności od nasilenia objawów chorobowych stosowano różne zioła – pierwiosnek sytuowany był między anyżem, podawanym przy łagodniejszych objawach, a kopytnikiem, stosowanym przy silniejszych dolegliwościach.
Pierwiosnka używano także w zaburzeniach nerwowych, przy bólach głowy i dolegliwościach układu krążenia, zewnętrznie stosowano go do okładów na stłuczenia. Nalewka z kwiatów miała zwalczać jąkanie. Syreniusz na początku XVII wieku zalecał na garba, czyli kifozę, przykładanie na „schodzie księżyca” koniczyny gotowanej na winie z pierwiosnka.
Współcześnie roślina ma status leku tradycyjnego, jest opisana we Farmakopei, poświęcono jej monografię European Scientific Cooperative on Phytotherapy i monografię pozytywną Europejskiej Agencji Leków.
Surowiec zielarskiRóżne części rośliny: kwiaty (bez kielicha lub z kielichem) – Flos Primulae (sine et cum calyce); liście – Folium Primulae, Herba Primulae, kłącze z korzeniami – Radix Primulae, Radix Verbasculi, Radix Paradisiae.
Zbiór i suszenieOrgany podziemne wykopuje się w końcu lata i jesienią. Kwiaty pozyskuje się w czasie kwitnienia, gdy są w pełni rozwinięte. Zrywa się tylko korony (co pozwala roślinie na skuteczne zawiązanie owoców i nasion), ewentualnie całe kwiatostany. Liście pozyskuje się wówczas, gdy są zielone i rozwinięte, tj. po kwitnieniu. Suszenie surowca z części nadziemnych przeprowadza się w suchym, przewiewnym i zacienionym miejscu. Części podziemne wymagają najpierw oczyszczenia (przepłukania) i suszone są w podobnych warunkach lub w temperaturze nieco podwyższonej. Ze względu na rozpowszechnienie pierwiosnka zbierano zwykle surowiec ze stanowisk naturalnych, przy czym postulowano uprawę tej rośliny dla zapobieżenia jej wyniszczenia w naturze. Z roślin uprawianych kłącze z korzeniami pozyskiwać można z roślin w 2–3 roku po ich zasianiu. W warunkach uprawy kontrolowanej zarejestrowano wzrost zawartości saponin w organach podziemnych o 0,8-4,0% w stosunku do roślin rosnących w warunkach naturalnych.
DziałanieSaponiny pierwiosnka mają potwierdzone naukowo działanie muko- i sekrolityczne – działają wykrztuśnie i rozrzedzają wydzielinę dróg oddechowych. Pobudzają one nerwy czuciowe w błonie śluzowej żołądka, a poprzez nie jądra nerwu błędnego, co skutkuje zwiększeniem wydzielenia wody w oskrzelach oraz pobudzeniem odruchu kaszlu.
Salicylany, ale też flawonoidy i saponiny odpowiadają za działanie przeciwzapalne. Salicylany inhibują cyklooksygenazę prostaglandynową. Saponiny triterpenowe hamują aktywność enzymów biorących udział w reakcji zapalnej i zmniejszają wytwarzanie prozapalnych prostaglandyn i cytokin. Flawonoidy działają przeciwzapalnie za sprawą aktywności oksydacyjnej i także hamując enzymy wpływające na syntezę czynników prozapalnych. Działanie przeciwgrzybicze preparatów z pierwiosnka jest silne i powodowane przez saponiny triterpenowe, które łączą się z ergosterolem występującym w błonie komórkowej grzybów, zwiększając jej przepuszczalność i powodując obumieranie komórek. Działanie przeciwbakteryjne jest słabsze.
Działanie moczopędne powodowane jest przez saponiny triterpenowe i flawonoidy działające drażniąco na miąższ nerek, zwiększając w ten sposób ich przekrwienie i nasilając filtrację w kłębuszkach nerkowych. Flawonoidy zawarte w kwiatach wykazują też działanie napotne obniżając próg pobudzenia ośrodków termoregulacji, przez co niewielki nawet wzrost temperatury ciała wystarcza do zainicjowania wydzielania potu.
Brak uzasadnienia naukowego dla innych zastosowań leczniczych pierwiosnka, których szerokie spektrum występuje w lecznictwie ludowym.
Preparaty, leki i dawkowanieDawniej stosowano wyciągi z ziela pod nazwą Extractum Primulae fluidum i alkoholowe nalewki Tinctura Primulae. Współcześnie wyciągi z korzenia pierwiosnka wchodzą w skład leków stosowanych głównie w leczeniu ostrego i przewlekłego zapalenia oskrzeli, ze względu na działanie ułatwiające odkrztuszanie zalegającej wydzieliny. Obecne są w takich preparatach, kroplach i eliksirach jak: Bronchicum, Bronchosol, Herbapect, Pectosol. Jednym ze składników syropu na kaszel Tussipect jest sól amonowa saponin pierwiosnka. Z kolei kwiaty pierwiosnka wchodzą w skład preparatu Sinupret, stosowanego przy leczeniu stanów zapalnych zatok, górnych i dolnych dróg oddechowych.
Dawkowanie preparatów i leków nie powinno powodować przekroczenia dawki dobowej równoważnej naparowi z 1,5 g korzenia pierwiosnka. W przypadku stosowania bezpośrednio naparów z korzeni zwykle używa się ich do 0,5 g dziennie i popija 2–3-krotnie. W przypadku kwiatów zawierających mniej substancji czynnych dawka dzienna do sporządzenia naparu wynosi 2–4 g surowca.
PrzeciwwskazaniaPrzestrzegać należy odpowiedniego dawkowania, ponieważ w większych dawkach saponiny pierwiosnka działać mogą wymiotnie, mogą powodować też nudności i biegunkę. Rzadko u niektórych osób występuje uczulenie na roślinę dające głównie objawy skórne (świąd, swędzenie, wysypka), w postaci zapalenia spojówek (za kontaktowe reakcje alergiczne odpowiadać mają chinony zawarte w kwiatach pierwiosnka), u osób szczególnie wrażliwych mogą też wystąpić lekkie objawy ze strony układu pokarmowego nawet przy dawkach uznawanych za bezpieczne.

### Sztuka kulinarna

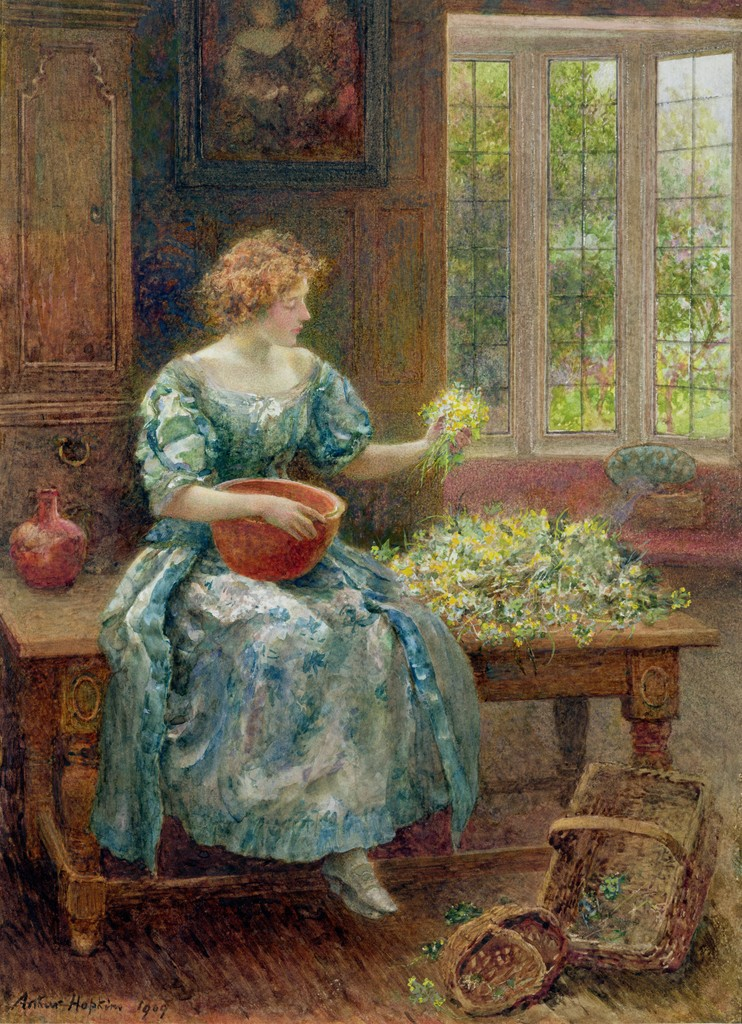
Obraz Arthura Hopkinsa z 1909 pt. „Cowslip wine” przedstawiający kobietę przygotowującą pierwiosnki do nastawienia wina

Młode liście są jadalne w niewielkich ilościach na surowo lub gotowane (starsze liście mają gorszy smak). Dodawano je do sałatek i zup. W Wielkiej Brytanii kwiaty pierwiosnków fermentowano w wodzie z cukrem tworząc napój w rodzaju wina, któremu przypisywano właściwości uspokajające. Tam też dodawane są do dżemów i marynat, a kandyzowane używane są do ozdoby wyrobów cukierniczych. Kwiaty stosowane były także do zaparzania namiastki herbaty.

### Inne zastosowania
- Ze względu na dużą zawartość saponin oraz przyjemny aromat kłącze i korzenie pierwiosnka lekarskiego stosowano zamiennie z korą mydłodrzewu (Cortex Quillajae) do wyrobu mydeł piorących. Ceniono je także dlatego, że nie uszkadzały delikatnych tkanin i barwników[13].
- Gatunek zaliczany jest do roślin kosmetycznych, wykorzystywanych do pielęgnacji twarzy i włosów[68][18]. Napar z kwiatów stosowany jako płukanka do włosów nadaje im połysk, miękkość i delikatny zapach. Zalecany jest też do przemywania skóry przetłuszczającej się, o zanieczyszczonych porach[18]. Do wygładzania cery stosowany jest też lotion uzyskiwany w wyniku moczenia kwiatów w wodzie destylowanej[67].
- Suszone kwiaty i zmielony korzeń dodawane są do zapachowych potpourri[67].
- Sproszkowane korzenie używane były jako tabaka[13].
- Pierwiosnek lekarski jest rośliną miododajną, a miód z nektaru pierwiosnka ma mieć duże walory smakowe[33]. Wydajność miodowa wynosi 2–5 kg/ha. Cukry w nektarze stanowią 58,5%[69].
- W gospodarce pastwiskowej i łąkarstwie gatunek zaliczany jest do ziół o działaniu leczniczym jako roślina saponinowa, stanowiąc w efekcie istotny komponent runi, a przy tym, ze względu na wczesny rozwój i niewielkie liście, o małej konkurencyjności w poroście łąkowym[70]. Zwierzęta domowe chętnie zgryzają pierwiosnka[4][33].

## Uprawa
Pierwiosnek lekarski najlepiej rośnie w miejscach słonecznych, na glebach średniożyznych i przepuszczalnych. Nawożenia nie wymaga lub na słabych glebach uprawę można zasilić kompostem albo niewielką dawką nawozów sztucznych. Gatunek ten rozmnażany jest za pomocą nasion wysiewanych w dowolnym czasie od zbioru do zimy. Uprawiany sam się rozsiewa o ile darń z pierwiosnkiem nie zostanie skoszona przed osypaniem się nasion. W warunkach uprawy ogrodowej najintensywniejszy wzrost następuje u roślin sadzonych w odstępach 40 × 30 cm. Roślina nie wymaga zabiegów pielęgnacyjnych poza ew. usuwaniem roślin konkurencyjnych.
Do celów produkcji surowca o wysokiej zawartości substancji czynnych opracowano skuteczne metody mnożenia wyselekcjonowanych roślin metodami  kultur in vitro.